# Gran Premio della Cecoslovacchia
Il Gran Premio della Cecoslovacchia (in seguito Gran Premio della Repubblica Ceca) fu una competizione automobilistica che si disputò per la prima volta nell'estate del 1934 e che si svolse con regolarità durante le ultime settimane di giugno per circa un ventennio.
La gara prevedeva una batteria di circa 20 - 25 vetture appartenenti a diverse categorie, contendersi la prima posizione della corsa lungo un circuito cittadino istituito presso la Capitale della Cecoslovacchia, Praga.
Attraversando l'intera Città, i concorrenti (equipaggiati di automobili da turismo ma anche di vetture sport e monoposto) attraversavano i punti nevralgici del centro storico fino a sfilare attraverso le vie principali, fra strade strette e con fondo irregolare. Ciò rendeva l'intera competizione particolarmente pericolosa perché rischiava di compromettere duramente i concorrenti e gli stessi spettatori. Le automobili infatti perdevano molto spesso aderenza, finendo per impattare contro barriere quasi del tutto inesistenti. Quest'ultimo dato rendeva l'evento molto simile al già noto Gran Premio di Monaco, anch'esso disputato all'interno di un circuito cittadino e noto per l'attrativa mondana che ancora oggi procura.
Al Gran Premio di Praga infatti, assistevano alcune delle personalità più in vista del momento, membri dell'aristocrazia e notabili che vedevano nelle corse automobilistiche un piacevole passatempo.
Le vetture sfilavano in diverse giornate in base alla loro categoria, a partire dalle comuni stradali da turismo del venerdì, fino alle monoposto da Formula la domenica.
È importante segnalare tuttavia che il Gran Premio non era originariamente stato previsto per quest'ultime vetture bensì per automobili elencabili sotto la categoria di Gran Turismo che offrissero la stabilità di una vettura stradale insieme all'eleganza competitività di una sportiva estrema.
Il primo record assoluto fu stabilito nel 1934 da uno sconosciuto pilota italiano a bordo di un'Alfa Romeo P3 e fu superato soltanto nel 1957 da Antonio di Morpurgo, al volante di una Maserati 250F.
L'uomo, più avvezzo a definirsi un corridore che un pilota, aveva già vinto il Gran Premio a bordo di una coupé Mercedes due anni prima ed avrebbe replicato il risultato per ben tre volte nella propria carriera (1954, 1957, 1958).
Egli stesso perderà la vita proprio su questo tracciato mentre si trovava alla guida di una Cooper- Maserati nel corso del 1959.
Il suo record fu infranto solo a distanza di dieci anni, quando ormai il Gran Premio era stato definitivamente cancellato, da John Roland a bordo di una Lotus 41 da Formula 2, che nel '67 scelse il circuito di Praga per testare la propria monoposto.
Oggi il Gran Premio ha cessato di esistere ma saltuariamente lungo il Praga Circuit è possibile che il governo Ceco istituisca competizioni dedicate alle varie categorie. Attualmente l'ultima gara disputata risale al 2019 anno della memorabile sfida fra Pietro Di Criscio e Hugh Bros. Sebbene la corsa per le vetture Gran Turismo si concluse con la vittoria di Bros, il pilota inglese non fu capace di impedire la vittoria di Di Criscio per quanto riguarda le vetture da Formula. Il record del circuito realizzato da Di Criscio infatti appare ancora oggi imbattuto.